# フェデリコ・チェージ

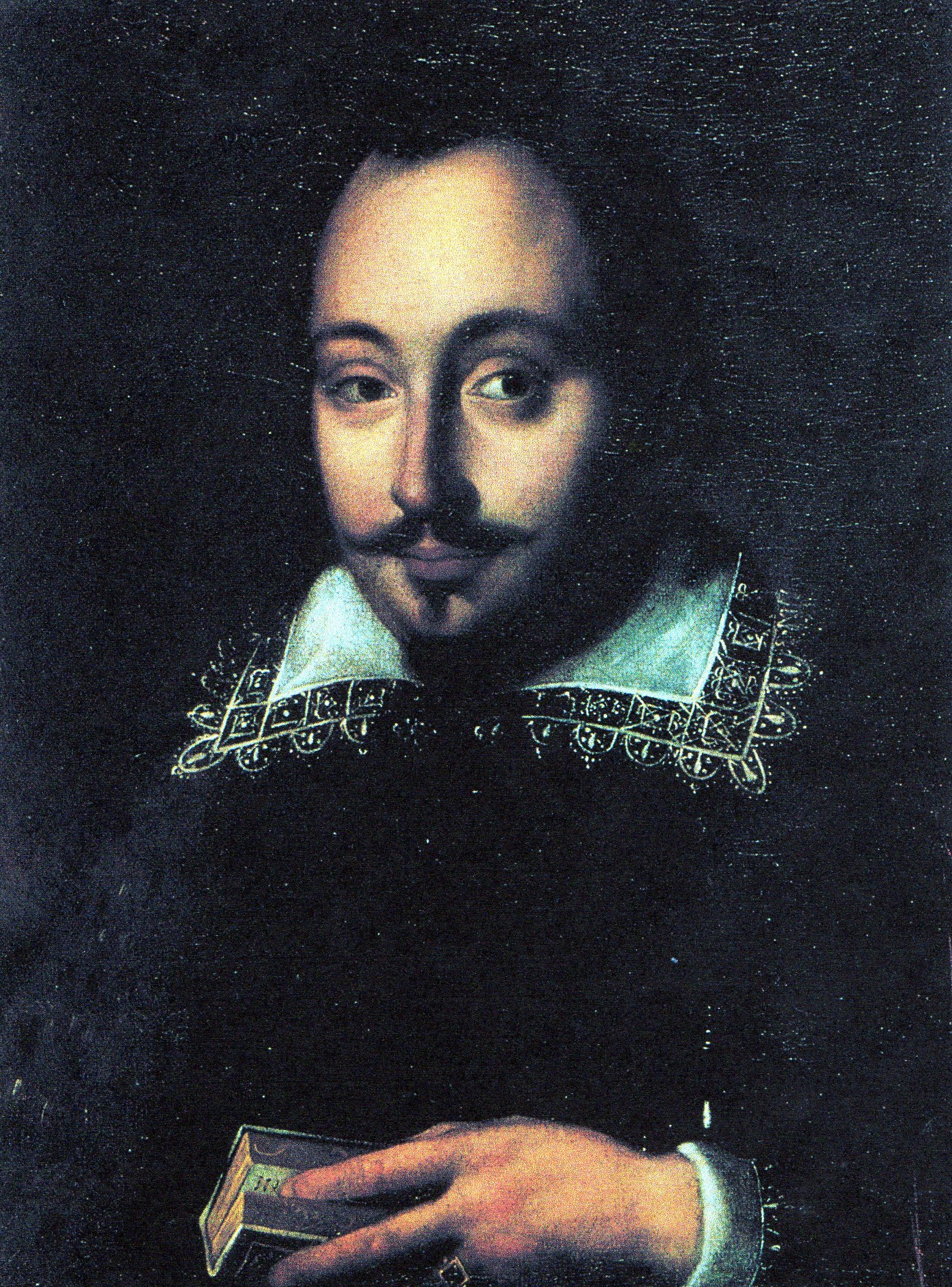
フェデリコ・チェージ

フェデリコ・チェージ（Federico Angelo Cesi、1585年2月26日 - 1630年8月1日）はイタリアの貴族、博物学者である。歴史的な学会、アッカデーミア・デイ・リンチェイの設立者である。

## 略歴
5人の枢機卿などを出した、貴族の名門に11人の男子の長子に生まれた。おじのバルトロメーオ・チェージ（Bartolomeo Cesi）も枢機卿であった。家庭教師から教育を受け、早くから自然科学に関心を示し、書物からではなく、観察から自然を研究すべきだという信念を持つようになっていた。父親は、息子の科学的な野心に反対であったあったが母親は息子を支援した。
1603年、18歳の時に、年上のオランダ出身の医師、ヨハネス・ファン・ヘーク（イタリア名ジョヴァンニ・エッキオ）と2人のイタリアの友人の学者、アナタシオ・デ・フィリス、フランチェスコ・ステルッティと、観察、実験と帰納法を基盤とした自然科学研究を目的とする学会、アッカデーミア・デイ・リンチェイを設立した。命名の由来はイタリア人の学者、ジャンバッティスタ・デッラ・ポルタの著作、『自然魔術』（"Magia Naturalis"）の山猫の記述から、オオヤマネコの鋭い視力を科学者の目標する意味で択ばれた。モットーとして "minima cura si maxima vis"（「細微な観察と大きな夢」）をチェージは選んだ。
1578年に、デッラ・ポルタの作った自然科学の実験の会、Academia Secretorum Naturae、が魔術の会の疑いを受けて、教皇パウルス5世により禁止されたように、自然科学の研究を行うことは難しい時代であったので、チェージの父親は、3人の会員をチェージから遠ざけるために、ローマから退去させた。それぞれ故郷などに戻った会員とは手紙でやり取りすることになった。チェージはナポリに旅し、デッラ・ポルタに会い、学会の維持の努力を続けることを進められた。ナポリに学会の支部を作り、1610年にデッラ・ポルタが会員となった。1623年に教皇となるウルバヌス8世の甥のバルベリーニ（Francesco Barberini）も会員となった。チェージの地位、資金と交渉力でアカデミーの立場を高め、ガリレオ・ガリレイを1611年に会員に迎えた。アカデミーは1613年にガリレオの『太陽黒点論』（"Istoria e dimostrazione intorno alle macchie solari"）、1623年に『偽金鑑識官』（"Il saggiatore"）を出版した。その全盛期には、アカデミーには32人の会員を数えた。
チェージの学問的な業績には、植物の百科事典"Tabulae Phytosophicae"を1615年から編集を始めるが完成しなかった。ガリレオによって製作された顕微鏡による植物形態観察などがある。
1630年にチェージが没するとステルッティによって、枢機卿バルベリーニを新しいパトロンにしようとする運動が行われたが、アッカデーミア・デイ・リンチェイの活動はやがて消滅した。
チェージは1614年にバルベリーニ一族の娘と結婚するが妻は1616年に没し、ロレンツォの侯爵の娘であった2番目の妻との間の男子も幼くして没し、チェージ家は兄弟が継いだ。